# Cincinnati Bengals 2013
La stagione 2013 dei Cincinnati Bengals è stata la 45ª della franchigia nella National Football League, la 48ª complessiva. La squadra migliorò il record di 10-6 della stagione precedente salendo a 11-5 e vincendo il titolo di division. Tuttavia, malgrado i Bengals fossero favoriti, furono eliminati per il terzo anno consecutivo nel turno delle wild card, questa volta da parte dei San Diego Chargers.

## Roster
| Roster dei Cincinnati Bengals nel 2013 |
| --- |
| Quarterback - 14 Andy Dalton - 8 Josh Johnson Running Back - 25 Giovani Bernard - 33 Rex Burkhead - 80 Orson Charles FB - 42 BenJarvus Green-Ellis - 30 Cedric Peerman Wide Receiver - 18 A.J. Green - 16 Andrew Hawkins - 82 Marvin Jones - 12 Mohamed Sanu - 11 Dane Sanzenbacher - 19 Brandon Tate - 88 Ryan Whalen Tight End - 83 Kevin Brock - 85 Tyler Eifert - 84 Jermaine Gresham Offensive Linemen - 73 Anthony Collins T - 64 Kyle Cook C - 72 Tanner Hawkinson G - 67 Mike Pollak G - 66 Trevor Robinson C - 74 Dennis Roland T - 71 Andre Smith T - 77 Andrew Whitworth T - 68 Kevin Zeitler G Defensive Linemen - 90 Christo Bilukidi DT - 96 Carlos Dunlap DE - 95 Wallace Gilberry DE - 99 Margus Hunt DE - 93 Michael Johnson DE - 79 Ogemdi Nwagbuo DT - 94 Domata Peko DT - 98 Brandon Thompson DT Linebacker - 53 Michael Boley OLB - 55 Vontaze Burfict OLB - 51 Jayson DiManche OLB - 92 James Harrison OLB - 58 Rey Maualuga MLB - 57 Vincent Rey MLB - 50 J.K. Schaffer MLB Defensive Back - 32 Chris Crocker SS - 21 Brandon Ghee CB - 43 George Iloka SS - 24 Adam Jones CB - 27 Dre Kirkpatrick CB - 37 Chris Lewis-Harris CB - 20 Reggie Nelson FS - 23 Terence Newman CB - 40 Shawn Williams FS Special Team - 46 Clark Harris LS - 3 Zoltan Mesko P - 2 Mike Nugent K Lista delle riserve - 97 Geno Atkins DT (IR) - 63 Larry Black DT (IR) - 65 Clint Boling G (IR) - 91 Robert Geathers DE (IR) - 29 Leon Hall CB (IR) - 10 Kevin Huber P (IR) - 49 Brandon Joiner OLB (IR) - 59 Emmanuel Lamur OLB (IR) - 26 Taylor Mays SS (IR) - 56 Sean Porter OLB (IR) - 5 Zac Robinson QB (PUP) - 81 Alex Smith TE (IR) - 75 Devon Still DT (IR) Squadra di allenamento - 44 Tony Dye S - 87 Cobi Hamilton WR - 60 T.J. Johnson C - 76 David King DE - 39 Onterio McCalebb CB - 7 Greg McElroy QB - 52 Bruce Taylor LB - 61 Scott Wedige C |
| Legenda - I rookie sono in corsivo. - Il primo ruolo è il principale mentre gli eventuali successivi indicano i ruoli secondari. - (IR) sta per Injured Reserve ed indica la lista ristretta per un solo giocatore infortunato che può tornare ad allenarsi dopo la settimana 6 e a rientrare in prima squadra dopo che questa ha giocato 8 partite. - (NF-Inj.) / (NF-Ill.) stanno rispettivamente per Non-Football Injured e Non-Football Illness ed indicano le liste dove viene inserito un giocatore che ha un infortunio o una malattia non dipendente dal football americano. - (PUP) sta per Physically Unable to Perform ed indica la lista dove viene inserito un giocatore mentre è in attesa di recuperare la condizione fisica. Nella stagione regolare dopo la sesta partita giocata dalla propria squadra, il giocatore ha tempo tre settimane per riprendere ad allenarsi, più tre settimane aggiuntive dal suo rientro agli allenamenti per rientrare in prima squadra. |

## Calendario
| Stagione regolare |                    |                        |                    |                    |                      |                    |
| Turno             | Data               | Avversario             | Risultato          | Record             | Pubblico             | Sintesi            |
| 1                 | 8 settembre        | at Chicago Bears       | S 21–24            | 0–1                | Soldier Field        | Recap              |
| 2                 | 16 settembre       | Pittsburgh Steelers    | V 20–10            | 1–1                | Paul Brown Stadium   | Recap              |
| 3                 | 22 settembre       | Green Bay Packers      | V 34–30            | 2–1                | Paul Brown Stadium   | Recap              |
| 4                 | 29 settembre       | at Cleveland Browns    | S 6–17             | 2–2                | FirstEnergy Stadium  | Recap              |
| 5                 | 6 ottobre          | New England Patriots   | V 13–6             | 3–2                | Paul Brown Stadium   | Recap              |
| 6                 | 13 ottobre         | at Buffalo Bills       | V 27–24 (dts)      | 4–2                | Ralph Wilson Stadium | Recap              |
| 7                 | 20 ottobre         | at Detroit Lions       | V 27–24            | 5–2                | Ford Field           | Recap              |
| 8                 | 27 ottobre         | New York Jets          | V 49–9             | 6–2                | Paul Brown Stadium   | Recap              |
| 9                 | 31 ottobre         | at Miami Dolphins      | S 20–22 (dts)      | 6–3                | Sun Life Stadium     | Recap              |
| 10                | 10 novembre        | at Baltimore Ravens    | S 17–20 (dts)      | 6–4                | M&T Bank Stadium     | Recap              |
| 11                | 17 novembre        | Cleveland Browns       | V 41–20            | 7–4                | Paul Brown Stadium   | Recap              |
| 12                | Settimana di pausa | Settimana di pausa     | Settimana di pausa | Settimana di pausa | Settimana di pausa   | Settimana di pausa |
| 13                | 1 dicembre         | at San Diego Chargers  | V 17–10            | 8–4                | Qualcomm Stadium     | Recap              |
| 14                | 8 dicembre         | Indianapolis Colts     | V 42–28            | 9–4                | Paul Brown Stadium   | Recap              |
| 15                | 15 dicembre        | at Pittsburgh Steelers | S 20–30            | 9–5                | Heinz Field          | Recap              |
| 16                | 22 dicembre        | Minnesota Vikings      | V 42–14            | 10–5               | Paul Brown Stadium   | Recap              |
| 17                | 29 dicembre        | Baltimore Ravens       | V 34–17            | 11–5               | Paul Brown Stadium   | Recap              |

Nota: gli avversari della propria division sono in grassetto.

### Playoff
| Playoff   |           |                    |           |        |                    |         |
| Turno     | Data      | Avversario         | Risultato | Record | Pubblico           | Sintesi |
| Wild Card | 5 gennaio | San Diego Chargers | S 10–27   | 0–1    | Paul Brown Stadium | Recap   |

## Classifiche
| AFC Central Division   |    |    |   |      |     |      |     |     |     |
|                        | V  | S  | P | %    | DIV | CONF | PF  | PS  | STR |
| (3) Cincinnati Bengals | 11 | 5  | 0 | .688 | 3–3 | 8–4  | 430 | 305 | V2  |
| Pittsburgh Steelers    | 8  | 8  | 0 | .500 | 4–2 | 6–6  | 379 | 370 | V3  |
| Baltimore Ravens       | 8  | 8  | 0 | .500 | 3–3 | 6–6  | 320 | 352 | S2  |
| Cleveland Browns       | 4  | 12 | 0 | .250 | 2–4 | 3–9  | 308 | 406 | S7  |